# ماشیناریوم
ماشیناریوم یک
ماشیناریوم (به انگلیسی: Machinarium) یک بازی رایانه‌ای فکری است که توسط کمپانی آمانیتادیزاین ایجاد شده است و در ۱۶ اکتبر ۲۰۰۹ برای سیستم های ویندوز و اندروید و آیفون منتشر شده است.

## داستان
نقش اول بازی یک ربات به نام جوزف است (تمامی نقشها ربات هستند)، که تلاش میکند شهر خود را از دست سه مرد بد جنس نجات دهد. بازیکن در بازی معماهای زیادی را حل خواهد کرد و با دیگران معامله خواهد کرد. هدف از این بازی نجات دادن کنترلر شهر در طبقهٔ آخر برج و آزادی دوستش است.